# フランソワ・オヴィド
フランソワ・オヴィド（François Ovide、1952年10月 - 2002年5月29日、ルーアン生まれ・ルーアンで死去）は、フランスのギタリストであり、アルベール・マルクールやジョン・グリーヴスとの長年のコラボレーションで最もよく知られている。
オヴィドはルーアン周辺で育った。1970年代に彼が初めて関わった2つのバンド・プロジェクトは、ロック・バンドの「So & Co」と「Plat du Jour」だった。1976年、彼はアルベール・マルクールと仕事をするようになった。
彼はバンドの最後のメンバーとしてヴィドルジェに参加し、その後、セッション・ワークを始めた。また、1981年にはフォーク・ロック・バンドのグウェンダルに参加した。1984年、グリーヴスのバック・バンドに参加し、ミレイユ・バウアー（元ゴング）と共に演奏した。彼らは後に結婚し、2人の子供を持った。
オヴィドはグリーヴスのアルバム『リトル・ボトル・オブ・ランドリー』（1991年）、『ソングス』、『ケアテイカー』でも演奏した。彼はまた、ピップ・パイルによる1998年のアルバム『セヴン・イヤー・イッチ』にも参加した。1980年代半ばには、ミレイユ・バウアー、ピエール・ヴェルメイレ、アンディ・エムラーらとソロ・アルバムを録音したが、このプロジェクトはいまだにリリースされていない。
他のセッション・ワークとしては、ヴァネッサ・パラディ、ルノー、パトリシア・カース、ジョニー・アリディ、マキシム・ル・フォレスティエと一緒の仕事があった。

## ディスコグラフィ

### リーダー・アルバム
- In A Celtic Way (1997年、Encore Merci) ※with Youenn Le Berre
- Could You Repeat? (Music Shop/21) (1999年、Encore Merci)